# Konflikty wewnętrzne w Mjanmie
Ten artykuł dotyczy trwającego wydarzenia. Informacje w nim zamieszczone mogą się zmienić lub zdezaktualizować wraz z postępem zdarzenia, a początkowe doniesienia mogą być niepewne. Ostatnie zmiany tego artykułu mogą nie odzwierciedlać najbardziej aktualnych informacji.
Konflikty wewnętrzne w Mjanmie – najdłużej obecnie trwający złożony konflikt zbrojny na świecie. Konflikty wewnętrzne targają Mjanmą (wcześniej Birmą) od czasu ogłoszenia deklaracji niepodległości, która nastąpiła na początku 1948. Przeciwko władzom centralnym występowały różne frakcje rebelianckie i separatystyczne. Mjanma jest również areną konfliktów etnicznych.
Po proklamowaniu niepodległości przeciw pierwszym rządom buntowali się głównie komuniści. W latach 60. XX wieku, po przejęciu rządów przez wojskowych, Birma stanęła przed problemem konfliktów etnicznych. Na początku lat 80. XX wieku ujawniły się rebelie bojówek opozycyjnych niezadowolonych z rządów junty wojskowej oraz ruchy separatystyczne. Po latach wojen partyzanckich i przemian Birma zaczęła przechodzić proces demokratyzacji i otwierania się na świat. Wówczas zaczęto podpisywać porozumienia pokojowe z licznymi ugrupowaniami rebelianckimi.

## Tło historyczne konfliktów w Mjanmie
Birma uzyskała niepodległość od Wielkiej Brytanii w 1948. Młode państwo stało się federacją zamieszkaną przez ponad 130 narodów i grup etnicznych. Niemal natychmiast po tym zbrojne powstanie przeciwko rządowi wzniecili komuniści. W 1949 Zjednoczona Unia Karenu rozpoczęła separatystyczną walkę o autonomię Karenu. Sytuacja w Birmie pogorszyła się, kiedy buddyzm został oficjalną religią państwową. Wówczas swoich praw zaczęli domagać się muzułmanie z grupy etnicznej Rohingja. Bunt okazali również chrześcijanie z separatystycznych stanów: Karen, Czin i Kaczin. Różnorodne grupy etniczne nie akceptowały szerokiej federacji narodów, którą okazała się Birma po proklamowaniu niepodległości. Ponadto do kryzysów dochodziło także na szczytach władz, w wyniku czego w latach 1958–1960 Birmą tymczasowo rządziła wojskowa antyfaszystowska Liga Wolnych Ludzi.
W 1962 doszło do wojskowego przewrotu, po którym na czele junty stanął Ne Win. Od tego czasu notowano notoryczne przypadki łamania praw człowieka w kraju i intensyfikacje rebelii. Uzbrojone grupy mniejszości etnicznych zwróciły się przeciwko juncie wojskowej. Ponadto dyskryminowani byli wyznawcy islamu, zwłaszcza z grupy Rohingja. Doprowadziło to do powstania małych, ale aktywnych grup zbrojnych w regionie zamieszkiwanym przez muzułmanów, którzy wykorzystywali obozy dla uchodźców w Bangladeszu jako bazy. Obywatele Birmy uciekali z kraju, także z innych regionów ze względu na walki partyzanckie. W Tajlandii osiedliło się 160 tys. Birmańczyków, w innych krajach znacznie więcej.
Liczne wojny partyzanckie były wykorzystywane przez podmioty zewnętrzne dla realizacji swoich celów przeciwko Birmie, co doprowadziło do izolacji państwa od społeczności międzynarodowej. Brytyjczycy po tym, jak zorientowali się, iż nadanie niepodległości Birmie w takim kształcie było zbyt pochopnym krokiem w procesie dekolonizacji, poparli aspiracje niepodległościowe Kareńczyków. Z kolei Bangladesz wspierał muzułmanów z grupy Rohingja. Indie natomiast wspierały rebeliantów z Karenu i Kaczinu.
W 1988 w Birmie wybuchło powstanie prodemokratyczne ‘8888’. Jego kulminacja nastąpiła 8 sierpnia 1988, kiedy w kraju doszło do strajku generalnego, protestu studentów i setek tysięcy obywateli. Powstanie zakończyło się 18 sierpnia 1988 po krwawym zamachu stanu, kiedy do władzy doszła wojskowa Państwowa Rada Przywrócenia Prawa i Porządku (SLORC), na której czele stanął generał Saw Maung. Wprowadzono stan wojenny, a konstytucja została zawieszona. Podczas demonstracji zabito tysiące osób, jednak w oficjalnym komunikacie władz widnieje około 350 ofiar. Ikoną prodemokratycznych protestów została Aung San Suu Kyi. Wybory w 1990 wygrała Narodowa Liga na rzecz Demokracji, jednak junta wojskowa anulowała wyniki i umieściła Aung San Suu Kyi, późniejszą laureatkę pokojowej Nagrody Nobla, w areszcie domowym.
W 1997 SLORC przekształciło się w Państwową Radę Pokoju i Rozwoju (SPDC), na czele której stanął Than Shwe.
27 marca 2006, w dniu Sił Zbrojnych przeniesiono stolicę Birmy z Rangunu do Naypyidaw. Od 2006 trwała ofensywa wojska przeciwko Narodowemu Związkowi Karenu, co spowodowało przemieszczenie się pół miliona osób. W 2011 (30 marca 2011 rozwiązano SPDC i przekazano władzę w kraju rządowi cywilnemu pod kierownictwem prezydenta Thein Sein) Birma weszła w proces demokratyzacji. Wówczas władze podpisały zawieszenia broni łącznie z 25 różnymi grupami etnicznymi. Mimo to, w 2011 birmańska armia podjęła ofensywę przeciwko grupom rebeliantów w stanie Szan w ramach operacji wojskowej pod kryptonimem „Zim Man Hein”. Ofensywa była reakcją na odmowę rebeliantów podpisania układu pokojowego, przyjęcia amnestii i wejścia w skład wojska narodowego.

## Główne fronty konfliktów wewnętrznych

### Stan Kaczin
Grupy etniczne z Kaczinu prowadzą walkę o autonomię od 1961 r. Na terenie górskiego Kaczinu, przy granicy z Chinami zamieszkują takie grupy etniczne jak Jinghpaw, Langwaw (Maru), Atsi (Zaiwa), Rawang, Lisu i Lachik. Po długoletnich walkach partyzanckich, 24 lutego 1994 podpisano porozumienie z Organizacją Niepodległości Kaczin (KIO), będącą politycznym ramieniem partyzantki znanej jako Armia Wyzwolenia Kaczinu (KIA).
Siły Zbrojne Mjanmy złamały porozumienie pokojowe 9 czerwca 2011 r. Przez wznowienie walk zginęło co najmniej 250 osób. Eskalacja bojów nastąpiła na przełomie 2012 i 2013, kiedy to wojska rządowe przystąpiły do ofensywy, atakując partyzantów z powietrza. Przyniosło to kolejne ofiary. W trakcie bombardowań pociski dwukrotnie lądowały na terytorium Chin, przez co do zabiegów dyplomatycznych przystąpiło tamtejsze ministerstwo spraw zagranicznych. Z tego powodu 19 stycznia 2013 strona rządowa ogłosiła jednostronne zawieszenie broni.

### Stan Kajah
Celem armii Kajah jest zapewnienie niezależności stanu. Bojownicy oskarżają władze o nieracjonalne gospodarowanie zasobami naturalnymi na terytorium stanu, przymusową sprzedaż produktów rolnych, kolektywizację, zsyłanie na prace przymusowe, przesiedlenia całych wiosek i niszczenie upraw oraz domów, a także tortury, gwałty, pozasądowe morderstwa, aresztowania bez zarzutów, fałszywe oskarżenia i wykorzystywanie biednych. Armia Karenni jest obecnie pod dowództwem generała Bee Htoo i liczy ok. 800-1500 bojowników.

### Stan Karen
W Karenie żyje największa populacja birmańskich mniejszości etnicznych. Od 1949 Narodowa Unia Karenu walczyli oni o niepodległość, a od 1976 wezwali juntę wojskową do ustanowienia systemu federalnego. Armia rządowa stoczyła dziesiątki potyczek z rebeliantami Kareńskimi, co spowodowało dziesiątki tysięcy ofiar i miliony uchodźców. Ponadto rząd stosował taktykę spalonej ziemi i celowo próbował wyludnić społeczność ze stanu Karen i zaludnić ją Birmańczykami.
Wojska birmańskie w 2010 przeprowadziły liczne ataki na mniejszości etniczne w stanie Karen. W czerwcu 2010 ataki wojska i wspieranej przez rząd Demokratycznej Armii Buddyjskiej Karenów spowodowały przesiedlenie tysięcy cywilów należących do mniejszości etnicznej Karenów oraz ucieczkę 4800 uchodźców do Tajlandii. DKBA dokonywała plądrowania wiosek, a w opuszczonych osadach podkładała miny. W sierpniu 2010 miały miejsce najbardziej intensywne ataki od 10 lat, skierowane przeciwko uzbrojonej opozycyjnej Armii Prowincji Shan, w wyniku czego przesiedlonych zostało 10 tys. cywili. W czasie grabieży dokonywano egzekucji cywili, a także wykorzystywano seksualnie kobiety. Także w sierpniu 2010 wojsko dokonało ataku na Birmańską Krajową Demokratyczną Armię Przymierza, co spowodowało ucieczkę do Chin ponad 30 000 osób, głównie z mniejszości etnicznej Kokang. Wewnętrzne przesiedlenia w 2010 objęły łącznie ponad 500 tys. osób.
Eskalacja walk z Narodową Armią Wyzwolenia Karenów i Demokratyczną Armią Buddyjskich Karenów przypadła na listopad 2010. Po sporadycznych walkach w 2011 rebelianci przystąpili do rokowań z rządem. Dwustronne rozmowy zakończyły się podpisaniem rozejmu w Ba’an 12 stycznia 2012, kończąc niemal 64-letni konflikt.

### Stan Rakhine
Stan Rakihine jest sceną konfliktu na tle wyznaniowym już od 1947. Przyczyną konfliktu jest dyskryminacja tutejszych muzułmanów. Przemoc wybucha okresowo, ostatnio gwałtowne zamieszki między muzułmanami a buddystami wybuchły w 2012 r.

### Stan Szan
Szan jest największym stanem w kraju, który zamieszkuje wiele grup etnicznych. Szan walczy o autonomię od 1960. Tutejsze grupy zbrojne zdobywały finanse głównie dzięki handlowaniu narkotykami. W styczniu 2012 r. zawarto zawieszenie broni z rządem, jednak rozejm okazał się kruchy, gdyż rebelianci nadal ścierali się tam z siłami rządowymi.

### Atak na Chińską Republikę Ludową
W marcu 2015 roku została zrzucona bomba na teren plantacji trzciny cukrowej Chińskiej Republiki Ludowej w pobliżu miasta Licang w prowincji Junnan. Czterech cywilów zginęło, a dziewięciu zostało rannych. Chińska Republika Ludowa wysłała myśliwce nad granicę z Mjanmą. Mjanmańscy urzędnicy zaprzeczyli atakowi i oświadczyli, że sprawcą ataku mogli być rebelianci z regionu Kokang. Władze Chińskiej Republiki Ludowej ogłosiły, że granica z Mjanmą może zostać zdestabilizowana.